# La Boixeda (Santa Pau)
La Boixeda és una obra de Santa Pau (Garrotxa) inclosa a l'Inventari del Patrimoni Arquitectònic de Catalunya.

## Descripció
La Boixeda és un gran casal situat als contraforts de la muntanya de Sant Julià del Mont. Va ser bastida amb pedra volcànica i carreus ben escairats als angles. Disposava de planta baixa -destinada al bestiar- i dos pisos. Ha sofert moltes remodelacions posteriors, desfigurant la seva fàbrica primitiva. A la porta d'entrada principal conserva una llinda senzilla, on diu: "1844/†/BUXEDA COSTA". La Boixeda és un dels pocs casals de la vall de Sant Martí que es troba deshabitat. A l'església de Sant Martí Vell es conserva una sepultura d'aquesta família: "SEPULTURA DE JOAN BUXEDA ROVIRA. ME FECIT DIA 20 SETEMBRE 1830".

## Història
La Boixeda és de les poques que ho va ser el segle xix. La Vall de Sant Martí va ser habitada molt aviat, ja que era creuada pel camí que anava d'Emporium a la Vall d'en Bas i possiblement l'església de Sant Martí fou construïda damunt d'un petit oratori romà. En temps feudals existien Ca l'Aulet, Les Feixes, La Sala, La Torre... En general, totes les grans cases de la Vall de Sant Martí Vell varen ésser transformades o bastides a mitjans del segle XVIII: Can Llorella, Can Sidric, Les Feixes, Camprodon...